# Amietophrynus kassasii
Amietophrynus kassasii е вид земноводно от семейство Крастави жаби (Bufonidae).

## Разпространение
Видът е разпространен в Египет.